# Suzanne Zimmerman
Suzanne Zimmermann (Portland, Oregon, 13 de julio de 1925 - 14 de marzo de 2021) fue una nadadora estadounidense especializada en pruebas de estilo espalda, donde consiguió ser subcampeona olímpica en 1948 en los 100 metros.

## Carrera deportiva
En los Juegos Olímpicos de Londres 1948 ganó la medalla de plata en los 100 metros estilo espalda, con un tiempo de 1:16.0 segundos, tras la danesa Karen Harup (oro con 1:14.4 segundos que fue récord olímpico) y por delante de la australiana Judy-Joy Davies (bronce con 1:16.7 segundos).